# Freccia Vallone 1961
La Freccia Vallone 1961, venticinquesima edizione della corsa, si svolse il 16 maggio 1961 per un percorso di 193 km. La vittoria fu appannaggio del belga Willy Vannitsen, che completò il percorso in 4h52'43" precedendo il francese Jean Graczyk ed il connazionale Frans Aerenhouts.
Al traguardo di Charleroi furono 53 i ciclisti, dei 144 partiti da Liegi, che portarono a termine la competizione.

## Ordine d'arrivo (Top 10)
| Pos. | Corridore            | Squadra                  | Tempo    |
| ---- | -------------------- | ------------------------ | -------- |
| 1    | Willy Vannitsen      | Baratti-Milano           | 4h52'43" |
| 2    | Jean Graczyk         | Helyett-Fynsec           | s.t.     |
| 3    | Frans Aerenhouts     | Mercier-Hutchinson-BP    | s.t.     |
| 4    | Maurice Meuleman     | Wiel's-Flandria          | s.t.     |
| 5    | Rolf Wolfshohl       | Rapha-Gitane-Dunlop      | s.t.     |
| 6    | Jacques Anquetil     | Helyett-Fynsec           | s.t.     |
| 7    | Willy Vanden Berghen | Mercier-Hutchinson-BP    | s.t.     |
| 8    | Armand Desmet        | Faema                    | s.t.     |
| 9    | Hans Junkermann      | Torpedo                  | s.t.     |
| 10   | Francesco Miele      | Pelforth-Sauvage-Lejeune | s.t.     |